# 秋收起义歌
《秋收起义歌》，湖南民歌，张士燮、陈杰整理。
该歌曲是一首关于秋收起义的歌曲。
该歌曲在1964年的大型音乐舞蹈史诗《东方红》为一首混声合唱歌曲，位于第二场《星火燎原》。